# 阿鲁斯帕·布雷瓦
阿鲁斯帕·布雷瓦，通称阿鲁（Aluspah Brewah，1983年8月24日—），出生于弗里敦，塞拉利昂足球运动员，曾效力于江苏舜天队。